# Jules Philippe
Pour les articles homonymes, voir Joseph Philippe.
Jules Philippe, né le 30 octobre 1827 à Annecy et mort le 24 mars 1888 à Paris, est un homme politique savoyard puis français, journaliste et historien, originaire de Haute-Savoie.

## Biographie

### Origines et famille
Jules Pierre Joseph Philippe naît le 30 octobre 1827, à Annecy, alors dans le duché de Savoie, partie du royaume de Sardaigne. Il est le fils d'Alexandre Philippe, avocat, et de Marie-Louise Périssin.
Il appartient à une famille de notables, originaire de La Roche, dont l'arrière-grand-père, Claude-Marie-Joseph Philippe, fut député du Mont-Blanc et membre du Conseil des Cinq-Cents.
Il épouse le 2 juillet 1849, à Annecy, Louise-Péronne Chaumontel, dont ils auront deux fils et quatre filles. L'un des frères de Louise-Péronne, Louis Chaumontel, est maire d'Annecy (1870-1874 et 1875-1884), président du conseil général (1871–1892) et sénateur de la Haute-Savoie (1876–1892).

### Carrière
Jules Philippe est journaliste au National savoisien, de 1848 à 1853. Il achète l'imprimerie Saillet (fondée en 1836) en 1850 qui portera désormais son nom jusqu'à sa revente en 1859. Des presses sortiront le Moniteur savoisien de 1853-1857,, dont il sera aussi directeur.
Il fait partie des personnalités locales qui réactivent l’Académie florimontane en 1851. Il en sera successivement sous-secrétaire, secrétaire et vice-président.
Il entre en politique en 1854 en devenant conseiller municipal d'Annecy, où il reste jusqu'en 1870. Lors de la période précédant l’Annexion de la Savoie, il ne prend ni parti pour le parti annexionniste, ni pour le parti conservateur, mais accepte l'union de l'ancien duché à la France.
En 1859, il adhère à la loge du Grand Orient Savoisien qui deviendra l'Allobrogie,.
Il fonde le journal républicain Les Alpes en 1868. Il rédige cette année-là un pamphlet intitulé Profession de foi du Patriote savoyard considéré par l'auteur et historien local Michel Amoudry comme « l'exaltation la plus pure du sentiment savoyard ». Il est élu le 20 février 1868 à l'Académie des sciences, belles-lettres et arts de Savoie, avec pour titre académique correspondant.
Le 6 septembre 1870, il devient préfet de la Haute-Savoie, alors qu'il vient d'être fraîchement élu député. Il renonce à son mandat . Mac Mahon le révoque le 26 mai 1873.
Contrairement à une majeure partie de la France qui porte à l'Assemblée nationale des élus conservateurs, la Haute-Savoie permet à cet élu républicain et ses camarades (Alfred Chardon, François Duparc) d'arriver en tête le 8 février 1871,. En 1876, il est de nouveau élu député. En mai 1877, il est l'un des signataires du manifeste des 363. Réélu en octobre, il garde son siège jusqu'à sa mort.
À l'automne 1872, il est à l'origine de la venue de Léon Gambetta en Savoie pour les célébrations du 80e anniversaire de la première réunion de la Savoie à la France.
Il préside, par ailleurs, la Société de secours mutuels des instituteurs en 1880.
Jules Philippe meurt le 24 mars 1888 à Paris et il est inhumé au cimetière de Loverchy d'Annecy.

## Publications
Liste liste non exhaustive des publications de Jules Philippe :
- Guillaume Fichet, sa vie, ses œuvres. Introduction de l'imprimerie à Paris, 1892 (édité après sa mort[1])
- Origine de l'imprimerie à Paris, d'après des documents inédits, 1885
- Les Hommes de science de la Savoie, 1884
- Mont-Blanc ou Simplon ? Avantages incontestables d'un chemin de fer international par le Mont-Blanc au point de vue politique et stratégique, 1880
- Les Premiers essais de Xavier de Maistre, brochures publiées en 1784 et rééditées pour la première fois en 1874
- Histoire populaire de la Savoie, depuis les temps les plus reculés jusqu'à nos jours, 1873
- Almanach des gloires de la Savoie pour 1868-1870
- Manuel chronologique contenant les principales dates de l'histoire politique, municipale, ecclésiastique et littéraire de la Savoie, jusqu'à la fin de l'année 1849, 1868
- Annecy et ses environs, 1867
- Un moraliste savoyard au XVIe siècle : Jean Menen, 1867
- Les Princes-Loups de Savoie ; lettre à M. Thiers, 1867
- Les poètes de la Savoie, Annecy, Jules Philippe, Libraire-éditeur, 1865, 337 p. (lire en ligne)
- Les Gloires de la Savoie, Paris, J.-B. Clarey, 1863, 313 p. (lire en ligne)
- Manuel biographique de la Haute-Savoie et de la Savoie, 1863
- Annecy et ses environs, 1852
- La Savoie poétique, 1849

## Hommages
- Jules Philippe a donné son nom à une voie Quai Jules-Philippe et une école primaire, dans la ville d'Annecy.